# Nordic Mobile Telephony
NMT (Nordic Mobile Telephony) — это стандарт сотовой связи 1G, первый в истории c автоматическим роумингом.
Его спецификация началась ещё в 1970-х годах комитетом Nordic telecommunications administrations, в который входили Швеция, Норвегия, Дания, Исландия, Финляндия и некоторые[кто?] другие европейские страны. В 1981 году была введена первая сеть стандарта NMT.

## Особенности
Стандарт NMT является аналоговым и относится к группе FDMA (Frequency Division Multiplie Access — Множественный доступ с частотным разделением) стандартов сотовой связи.
Каждому абоненту для разговора предоставляется в полное распоряжение отдельный полнодуплексный радиоканал. Рабочие частоты находятся в двух полосах: 453—457,5 МГц для канала от сотового телефона к базовой станции и 463—467,5 МГц для канала от базовой станции к телефону. Частотный разнос каналов приёма и передачи — 10 МГц.
Характерной особенностью стандарта NMT является полное безроуминговое пространство благодаря тому, что подвижные станции полностью совместимы со всеми базовыми станциями системы любой страны. К основным достоинствам стандарта NMT следует отнести надежную работу на открытых пространствах и возможность брать телефон с собой в поездку в те страны, где используется этот стандарт.

## Структура сети
Принцип работы системы подвижной связи основан на взаимодействии с телефонной сетью общего пользования.
В состав сети сотовой подвижной связи входит:
— Центр коммутации
— Базовые станции
— Мобильные телефоны.
Центр коммутации подвижной связи обеспечивает управление системой подвижной радиосвязи и является соединительным звеном между подвижными станциями и телефонной сетью общего пользования. Каждый Центр коммутации обслуживает группу базовых станций, совокупность которых образует его зону обслуживания.
В системе NMT для обмена служебной информации между Центром коммутации, Базовой станции и Мобильным телефоном, кроме служебных сигналов, определяющих каналы управления и разговорные каналы, используются сигналы, определяющие зону обслуживания, страну, в которой находится подвижный абонент, а также сигналы, обозначающие номер канала. Все эти служебные сигналы являются цифровыми и формируются с помощью быстрой частотной манипуляции FFSK (Fast Frequency Shift Keying).

## Основные технические характеристики NMT-450 и NMT-900
| Наименование параметра                                                            | NMT-450                 | NMT-900         |
| --------------------------------------------------------------------------------- | ----------------------- | --------------- |
| Полоса частот, МГц: для передачи подвижной станцией для приёма подвижной станцией | 453,0-457,5 463,0-467,5 | 890-915 935—960 |
| Частотный разнос каналов, МГц                                                     | 10                      | 25              |
| Количество каналов                                                                | 180                     | 999             |
| Мощность передатчика базовой станции, Вт                                          | до 50                   | до 25           |
| Мощность передатчика подвижной станции, Вт                                        | 15; 1,5; 0,15           | 6; 1; 0,1       |
| Радиус ячейки, км                                                                 | 15-40                   | 2-20            |

## История стандарта NMT
Первая сеть NMT-450 начала свою работу в сентябре 1981 г. в Саудовской Аравии, которую смонтировала и запустила Шведская компания Ericsson, принимавшая активное участие в создании сетей NMT-450 в Скандинавии. В 1983 г. решили начать разработку системы NMT-900 с диапазоном 900 МГц. Эта система начала свою работу только в декабре 1986 г. В Российской Федерации сеть стандарта NMT-450i в 90-е годы эксплуатировал первый мобильный оператор Дельта Телеком. В первой половине 2000-х годов сети NMT-450 и NMT-900  начали постепенно сдавать свои позиции под напором новых, более современных и совершенных цифровых стандартов.  В России последние сети, работающие на основе NMT-450, были закрыты 1 сентября 2006 года оператором «Уралвестком» и 10 января 2008 года оператором «Сибирьтелеком».